# Till Meyer
Till Eberhard Meyer (* 31. März 1944 in Luckenwalde) ist ein ehemaliges Mitglied der terroristischen Vereinigung Bewegung 2. Juni. Er war maßgeblich an der Entführung des damaligen Spitzenkandidaten der CDU zur Senatswahl Peter Lorenz 1975 in Berlin beteiligt und wurde dafür 1978 zu 15 Jahren Freiheitsstrafe verurteilt und 1986 entlassen. 1992 wurde er als ehemaliger inoffizieller Mitarbeiter des Ministeriums für Staatssicherheit (MfS) der Deutschen Demokratischen Republik (DDR) enttarnt.

## Leben
Meyers Mutter und seine fünf älteren Geschwister waren im Herbst 1943 aus ihrer Wohnung im Berliner Ortsteil Friedenau nach Sernow (damals Landkreis Jüterbog-Luckenwalde) evakuiert worden. Sein Vater, der erst im Oktober 1944 zur Wehrmacht eingezogen wurde, fiel am 26. Dezember bei der Ardennen-Offensive. Nach Kriegsende zog die Familie zurück in ihre teilweise zerstörte Friedenauer Wohnung. Nach neun Schuljahren beendete Meyer die Oberschule praktischer Zweig und begann eine Ausbildung zum Matrosen, die er jedoch wieder abbrach. In der Folge arbeitete er als Tagelöhner in Berlin. Wegen fortgesetzten Verstoßes gegen die Schulpflicht wurde er im Alter von 17 Jahren zu drei Monaten Dauerarrest verurteilt. Kurz vor seinem 18. Geburtstag zog er nach Trier. Dort lernte er seine spätere Frau Christa kennen, die er am 11. Mai 1964 in Berlin heiratete. Drei Monate danach wurde der gemeinsame Sohn geboren.
In Trier kam Meyer mit der Außerparlamentarischen Opposition (APO) in Kontakt und war im Sommer 1968 an der Gründung der „Sozialistischen Basisgruppe Trier“ beteiligt. Am 2. November 1968 trat er der Deutschen Kommunistischen Partei (DKP) bei. Ebenfalls in Trier war er – nach eigenen Angaben – am Brandanschlag mit Molotow-Cocktails auf das Sekretariat des Friedrich-Wilhelm-Gymnasiums beteiligt.
Am 22. Januar 1969 wurde Meyer bei der Stasi vorstellig. Der interne Bericht vom 29. Januar spricht davon, dass Meyer „ein westdeutscher Bürger sei, der einen fortschrittlichen Eindruck mache. Eine Aussprache mit ihm könnte sich lohnen.“ Das Treffen mit Oberleutnant Lüder war allerdings getrübt von Meyers Lob für die chinesischen Maoisten und seine Kritik an der Sowjetunion, mit den USA gemeinsame Sache zu machen.
1969 zog die Familie zurück nach Berlin. Im Zuge einer Anti-Wahlkampf-Kampagne in Trier erhielt er ein Verfahren wegen Widerstand gegen die Staatsgewalt, das jedoch im Zuge der Amnestie für Demonstrationsdelikte 1969 eingestellt wurde. Laut eigener Aussage beteiligte er sich ab Sommer 1971 an der Gründung der terroristischen Vereinigung Bewegung 2. Juni. In diesem Zuge gab er den gemeinsamen Sohn, den er seit der Trennung von seiner Frau 1969 alleine groß gezogen hatte, an seine Frau.
Am 28. Februar 1972 wurde Meyer in Bielefeld festgenommen und zu drei Jahren Haft ohne Bewährung verurteilt. Vom Vorwurf des versuchten Mordes wegen eines Schusswechsels bei seiner Festnahme wurde er freigesprochen. Auf Wunsch seiner Frau ließ er sich in der Haft scheiden. Angesichts eines drohenden weiteren Verfahrens durch die Aussagen des Kronzeugen Heinz Brockmann floh er am 11. November 1973, wenige Wochen vor seiner regulären Entlassung, aus der Justizvollzugsanstalt Castrop-Rauxel und schloss sich erneut der Bewegung 2. Juni an. Laut eigener Aussage nahm er bei der Entführung des Berliner CDU-Vorsitzenden und Spitzenkandidaten für die Abgeordnetenhauswahl Peter Lorenz Anfang 1975 eine führende Rolle ein. Im Austausch gegen Lorenz wurden fünf inhaftierte Terroristen freigepresst.
Bei seiner erneuten Festnahme am 6. Juni 1975 in Berlin wurde Meyer angeschossen. Am 10. April 1978 begann am Berliner Kammergericht der Lorenz-Drenkmann-Prozess gegen Till Meyer, Ronald Fritzsch, Gerald Klöpper, Fritz Teufel, Andreas Vogel und Ralf Reinders. Den Angeklagten wurden neben der Mitgliedschaft in der Bewegung 2. Juni die Entführung von Peter Lorenz, die Ermordung des Berliner Kammergerichtspräsidenten Günter von Drenkmann und verschiedene Banküberfälle vorgeworfen.
Noch während des laufenden Prozesses wurde Meyer am 27. Mai 1978 von Inge Viett und einer weiteren Terroristin („Kommando Nabil Harb“) mit Waffengewalt aus der Justizvollzugsanstalt Berlin-Moabit befreit. Der Berliner Justizsenator Jürgen Baumann (FDP) zog politische Konsequenzen aus der Flucht und trat von seinem Amt zurück. Ein vom Abgeordnetenhaus von Berlin eingerichteter Untersuchungsausschuss stellte später fest, dass die Befreiung Meyers womöglich hätte verhindert werden können, wenn die Justizverwaltung die ihr von einer verwaltungsübergreifenden Arbeitsgruppe vorgeschlagenen Verbesserungen der Sicherheitsvorkehrungen in der Haftanstalt umgesetzt hätte. Meyer flüchtete mit den beiden Terroristinnen über Ost-Berlin nach Bulgarien. Am 13. Juni 1978 entdeckte ein Justizbeamter des Gefängnisses Berlin-Moabit Meyer im Touristenzentrum Sonnenstrand in der Nähe der Stadt Burgas. Bulgarien gestattete Zielfahndern des Bundeskriminalamtes die Einreise; diese nahmen Meyer sowie die ihn begleitenden Terroristinnen Gabriele Rollnik, Gudrun Stürmer und Angelika Goder am 21. Juni 1978 fest. Am Folgetag wurden sie an die Bundesrepublik Deutschland ausgeliefert. Wegen Mitgliedschaft in einer kriminellen Vereinigung und Beteiligung an der Entführung von Peter Lorenz wurde Meyer im Oktober 1980 zu 15 Jahren Freiheitsstrafe verurteilt. Die versuchte Entführung Drenkmanns konnte keinem der Angeklagten nachgewiesen werden.
Anfang 1982 wurde Meyer aus dem Hochsicherheitstrakt der JVA Moabit in den Normalvollzug der Justizvollzugsanstalt Tegel verlegt, nachdem er erklärt hatte, nach seiner Entlassung den bewaffneten Kampf nicht wieder aufnehmen zu wollen. Im November 1983 heiratete Meyer noch in der Haft eine Sozialarbeiterin der Justizvollzugsanstalt, mit der er bereits ein Jahr lang heimlich eine Beziehung geführt hatte. Ab November 1985 erhielt er Freigang, schloss eine Ausbildung zum Drucker ab und wurde am 2. November 1986 aus der Haft entlassen.
Ab 1986 arbeitete er als Redakteur bei der tageszeitung (taz). 1992 wurde er als ehemaliger inoffizieller Mitarbeiter des Ministeriums für Staatssicherheit (MfS) der DDR, Hauptabteilung XXII (Terrorabwehr), enttarnt. Er spionierte unter anderem seine Kollegen der taz und die linke Szene in Berlin aus. Im alkoholisierten Zustand schmiss Meyer im Jahr 2008 mehrere Pflastersteine auf eine Sparkassen-Filiale in Berlin. Bei der vorläufigen Festnahme gab er bei der Polizei als Grund für sein Verhalten an, aus Wut über ein Urteil des Gerichtes in Dessau bezüglich des Todes von Oury Jalloh gehandelt zu haben. Ein näherer Zusammenhang zwischen dem Gerichtsurteil in Dessau und der Sparkassen-Filiale in Berlin existiert nicht.
1996 erschien seine Autobiografie Staatsfeind im Spiegel-Verlag. Eine Neuauflage wurde 2008 vom Rotbuch Verlag herausgegeben. Dem Buch wird nur eingeschränkter Quellenwert zugeschrieben, da Meyer, wie er selber schreibt, „um nicht im Nachhinein noch die Akten der Verfolgungsbehörden zu komplettieren“, absichtlich Orte, Zeiten und Akteure veränderte oder gänzlich wegließ. Gemeinsam mit weiteren Ex-Terroristen (Roland Mayer, Knut Folkerts, Karl-Heinz Dellwo und Gabriele Rollnik) sprach er 1997 bei einem Kongress linker Gruppen zur „Geschichte der bewaffneten Kämpfe in Europa“ in Zürich.
Meyer arbeitet als Journalist und war zeitweise Frankfurter Korrespondent für die Tageszeitung junge Welt. Er lebt in Berlin und hat erneut geheiratet.

## Schriften
- Staatsfeind. Erinnerungen. Spiegel-Buchverlag, Hamburg 1996, ISBN 3-455-15002-0; Goldmann, München 1998, ISBN 3-442-12962-1; Rotbuch-Verlag, Berlin 2008, ISBN 978-3-86789-029-8[13]
- mit Bommi Baumann: Radikales Amerika. Wie die amerikanische Protestbewegung Deutschland veränderte. Rotbuch-Verlag, Berlin 2007, ISBN 978-3-86789-010-6